# Tommy Hutchison
Thomas Hutchison (Cardenden, 1947. szeptember 22. –) skót válogatott labdarúgó, edző.

## Pályafutása

### Klubcsapatban
A Dundonald Bluebell csapatánál nevelkedett, majd innen került 1965-ben az Alloa Athletic csapatához. Innen az angol Blackpool igazolta le. 1972-ben a Coventry City Billy Raffertyt és 140 000 £-ot adott érte. 1980-ban 25 mérkőzésen 3 gólt szerzett a Seattle Sounders kölcsönjátékosaként. Októberben csatlakozott a Manchester City csapatához, ahol az 1–1-es döntetlennel végződő 1981-es kupa-döntőben a mérkőzés első gólját szerezte a City-nek, majd 11 perccel a lefújás előtt öngólt szerzett, amivel kiegyenlítette az állást. Az újrajátszást a Tottenham nyerte 3–2-re. Miután elhagyta a klubot megfordult a Bulova SZA, a Burnley, a Swansea City és a walesi Merthyr Tydfil csapataiban.

### A válogatottban
Részt vett az 1974-es labdarúgó-világbajnokságon a skót labdarúgó-válogatott tagjaként.